# Мірза Мухаммад Рафі Сауда
Мірза Мохаммад Рафі Сауда (урду مِرزا مُحمّد رفِیع سَودا; 1713—1781) — індійський урдумовний поет, що жив у Делі. Він відомий своїми газелями та касидами.

## Біографія
Він народився у 1713 році в Шахджаханабаді (сучасне Старе Делі), де також виховувався. У віці 60 або 66 років він переїхав до Фаррукхабада і жив там приблизно з 1757 до 1770 роки. У 1771 році він переїхав до двору Наваба Ауда (тоді у Файзабаді) і залишався там до своєї смерті. Коли Лакхнау став столицею держави, він приїхав туди з Навабом Шуджауддаулою .
Він помер у 1781 році у Лакхнау. Його могила збереглася до сучасності

## Устади та шагирди
Його устадами (вчителями поезії урду) були Сулейман Кулі Хан Відад і Шейх Загуруддін Гатім. Падишах Великих Моголів Шах Алам був шагірдом (дослідником поезії) Сауди. Він також був устадом Шуджауддаулли. Наваб Асіф уд-Даула дав йому титул Малкушшуара та щорічну пенсію в розмірі 6000 рупій.

## Твори
Спочатку він писав перською мовою, але перейшов на урду за порадою свого устада, Сіраджуддіна Алі Хана. Англійською мовою його роботу переклав у 1872 році майор Генрі Корт, капітан бенгальської кавалерії. Збірку віршів Сауди уклав Хакім Саїд Аслах. Сіраджуддін Алі Хан написав вступ. Перелік його творів:
- Masnavi dar hajv-e hakim ghaus مثنوی در ھجوِ حکیم غوث
- Masnavi dar hajv-e amir-a daulatmand bakhil مثنوی در ھجوِ امیرِ دولت مند بخیل
- Masnavi dar ta'rif-e shikar مثنوی در تعریفِ شکار
- Masnavi dar hajv-e pil radjah nripat singh مثنوی در ھجو پِل راجن نری پت سنگھ
- Masnavi dar hajv-e sidi faulad khan kotval-e shahjahanabad مثنوی در ھجو سیدّی فولاد خان کوتوالِ شاجہان آباد
- Masnavi dar hajv-e fidvi mutavatan-e panjab kih darasal baqal bachchah bud مثنوی در ھجو فدوی مُطاوِتانِ پنجاب کی دراصل بیقل بچاہ بد
- Masnavi dar hajv-e chipak mirza faizu مثنوی در ھجو چپک مرزا فیضو
- Qissah-e darvesh kih iradah-e ziyarat-e ka'bah kardah bud قصّہِ درویش کہ ارادہِ زیارتِ کعبہ کرد بد
- Mukhammas-e shahr ashob مخاماصِ شہر آشوب
- Qasidah dar madh-e navab vazir imad ul-mulk قصیدہ درمدہِ نواب وزیر عماد الملک